# Delirio
Delirio är en ort i Mexiko.   Den ligger i kommunen Pueblo Nuevo Solistahuacán och delstaten Chiapas, i den sydöstra delen av landet, 700 km öster om huvudstaden Mexico City. Delirio ligger 987 meter över havet och antalet invånare är 103.
Terrängen runt Delirio är varierad. Runt Delirio är det ganska tätbefolkat, med 104 invånare per kvadratkilometer. Närmaste större samhälle är Simojovel de Allende, 14,5 km sydost om Delirio. Omgivningarna runt Delirio är en mosaik av jordbruksmark och naturlig växtlighet.